# Michał Rosiak (lekkoatleta)
Michał Rosiak (ur. 9 maja 1986 w Lipnie) – polski lekkoatleta, skoczek w dal.
Zawodnik klubu LKS Vectra Włocławek. Młodzieżowy mistrz Europy z Debreczyna (2007). Dwukrotny mistrz Polski (2009 i 2011). 
Był nominowany w plebiscycie o tytuł Europejskich Wschodzących Gwiazd Lekkoatletycznych 2007 roku.

## Rekordy życiowe
- skok w dal – 7,94 (2007)
- skok w dal (hala) – 7,92 (2008)
- trójskok – 15,29 (2011).